# شینتوکو، هوکایدو
شینتوکو، هوکایدو (به لاتین: Shintoku, Hokkaido) یک منطقهٔ مسکونی در ژاپن است که در Tokachi Subprefecture واقع شده‌است. شینتوکو ۶٬۹۹۳ نفر جمعیت دارد.